# 葛西トラックターミナル
葛西トラックターミナル（かさいトラックターミナル）は、東京都江戸川区臨海町にある公共トラックターミナルである。日本自動車ターミナル株式会社が運営する。

## 所在地
- 東京都江戸川区臨海町4-3-1

## 沿革
- 1983年（昭和58年）4月　供用開始

## 施設
- 敷地面積　184,976平方メートル
- 貨物取扱能力　約 8,000トン/日（大型トラック800台分）
- 福山通運東京江戸川営業所
- セイノースーパーエクスプレス東京湾岸ロジスティクスセンター

### 付帯設備
- 仮眠室、宿泊室
- 給油設備
- 洗車
- 修理
- 浴場
- コンビニエンスストア